# Irene av Grekland (född 1942)
Prinsessan Irene av Grekland och Danmark, född 11 maj 1942 i Kapstaden, Sydafrika, är dotter till Greklands kung Paul I och hans hustru, drottning Frederika av Hannover. Hon är yngre syster till Sophia av Grekland och Greklands före detta kung Konstantin II.

## Biografi
Irene föddes i Kapstaden, Sydafrika, där hennes föräldrar levde i exil, den 11 maj 1942. Hon döptes i sina föräldrars hem i Claremont, Sydafrika av metropoliten i det heliga ärkestiftet Godahopp. Hon hade tio gudföräldrar, däribland general Jan Smuts, prinsessan Katharina av Grekland och Danmark (hennes faster), kung Georg II av Grekland (hennes farbror), drottning Mary av Storbritannien och hertiginnan av Kent (hennes kusin på fadern).
Hon var elev till konsertpianisten Gina Bachauer och under en tid var hon själv professionell konsertpianist.
Irene uppvaktades av prins Michel av Orléans, greve av Évreux, en yngre son till den orleanistiske tronpretendenten Henri, greve av Paris, tills han träffade den franska adelsdamen Béatrice Marie Pasquier de Franclieu, som han gifte sig med 1967.
Mellan faderns död och broderns första barn hade hon titeln "Kronprinsessa av Grekland".
Efter att hennes bror avsatts flyttade Irene till Indien med sin mor. Sedan hennes mors död 1981 har hon bott i Spanien i en lägenhet i Zarzuelapalatset i Madrid, residens för sin syster och svåger, drottning Sofía och kung Juan Carlos I av Spanien.
Irene var grundare och ordförande för organisationen World in Harmony (Mundo en Armonía) från 1986 till 2023. Den 16 mars 2018 fick prinsessan Irene spanskt medborgarskap och avsade sig sitt grekiska medborgarskap.

### Fotnoter
1. ↑  Darryl Roger Lundy, The Peerage, The Peerage person-ID: p10171.htm#i101708.[källa från Wikidata]
2. 1 2  Darryl Roger Lundy, The Peerage.[källa från Wikidata]
3. ↑  läs online, kongehuset.dk .[källa från Wikidata]
4. ↑  ”Royal Baby Christened 1942”. British Pathé. Arkiverad från originalet den 18 december 2022. https://web.archive.org/web/20221218021615/https://www.britishpathe.com/video/royal-baby-christened/query/Royal+Baby+Christened. Läst 18 december 2022.
5. ↑  Herrero, Nieves. (4 oktober 2009). ”Beatriz de Orleans”. El Mundo Magazine. Arkiverad från originalet den 15 december 2014. https://web.archive.org/web/20141215013835/http://www.elmundo.es/suplementos/magazine/2009/523/1254329765.html.
6. ↑  Philippe de Montjouvent. Le Comte de Paris et sa Descendance. Editions du Chaney, 1998, Charenton, France. pp. 21, 23-26, 34-36, 40-41, 187, 197, 310, 313, 467-468. (på franska) ISBN 2-913211-00-3.
7. ↑  ”Irene de Grecia, así es la hermana rebelde, divertida y bohemia de Doña Sofía”. 19 januari 2023. Arkiverad från originalet den 29 mars 2023. https://web.archive.org/web/20230329175202/https://www.diariodesevilla.es/gente/Irene-Grecia-divertida-Dona-Sofia_0_1758425597.html. Läst 29 mars 2023.
8. ↑  ”Who We Are”. World In Harmony. Arkiverad från originalet den 4 mars 2016. https://web.archive.org/web/20160304081218/http://www.worldinharmony.org/who_en.html. Läst 10 april 2011.
9. ↑  ”El Mundo”. 19 mars 2018. Arkiverad från originalet den 22 mars 2018. https://web.archive.org/web/20180322145110/http://www.elmundo.es/loc/casa-real/2018/03/19/5aafdd73468aeb57218b4684.html. Läst 22 mars 2018.
10. ↑  ”"Real Decreto 164/2018, de 16 de marzo, por el que se concede la nacionalidad española por carta de naturaleza a Su Alteza Real doña Irene de Grecia de Hannover."”. Arkiverad från originalet den 5 april 2018. https://web.archive.org/web/20180405024150/http://www.boe.es/boe/dias/2018/04/03/pdfs/BOE-A-2018-4570.pdf. Läst 4 april 2018.